# Boiorix
Boiorix (i. e. 2. század – Vercelli, i. e. 101) a protogermán kimber törzs királya volt, legendás hadisikerei örökítették meg a nevét.

## Élete
Boiorix a kimber háború időszakában vezette törzsét, halálával a háború is véget ért. Legjelentősebb eredménye az i. e. 105. október 6-i arausiói csatában elért győzelem volt, ahol a rómaiak százezernyi katonát és az őket kiszolgáló személyzetet veszítettek el. Ez vezetett a római légiók reformjához, melynek eredményeképpen négy évvel később, i. e. 101-ben a rómaiak a vercellaei csatában legyőzték és megölték Boiorix-t.

## Fordítás
- Ez a szócikk részben vagy egészben  a   Boiorix című angol Wikipédia-szócikk ezen változatának fordításán alapul.  Az eredeti cikk szerkesztőit annak laptörténete sorolja fel. Ez a jelzés csupán a megfogalmazás eredetét és a szerzői jogokat jelzi, nem szolgál a cikkben szereplő információk forrásmegjelöléseként.